# BMW GS

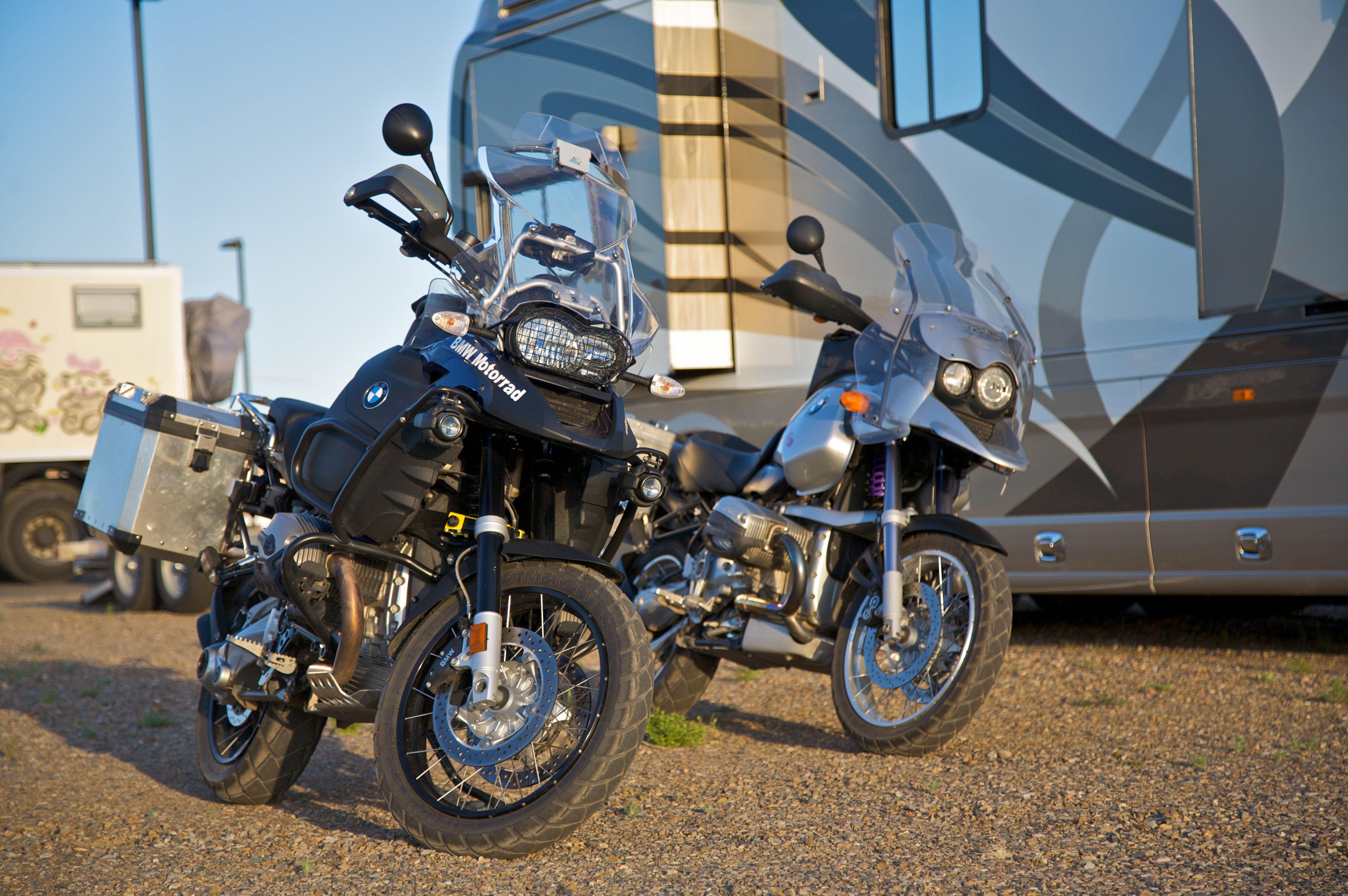
BMW R1200GSA and R1150GS at Overland Expo 2009

BMW GSとは、BMWモトラッドが1980年から製造するアドベンチャー・ツーリングオートバイのシリーズである。

## 解説
このシリーズは1980年、R80G/Sの発売に始まり、今日まで続いている。「GS」のモデル名は、Gelände/Straße(ドイツ語でオフロード/オンロードの意)もしくは、Gelände Sportを意味している。
GSはBMWモトラッドの他のモデルと比較し、より長いサスペンションストロークや19〜21インチの大型フロントホイール、アップライトなライディングポジションなどが特徴である。
2009年5月、シリーズ累計で500,000台目のGSが製造され、そのモデルはR1200GSであった。